# Indústria química

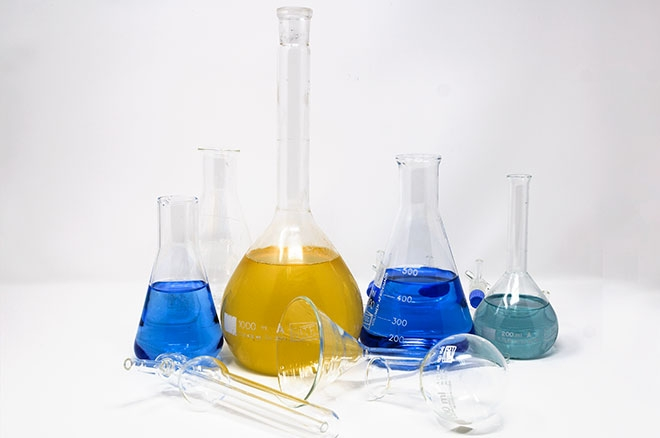

La indústria química comprèn les empreses que produeixen industrialment productes químics. Aquestes empreses treballen en l'extracció i processament de les matèries primeres (petroli, gas natural, aire, aigua, metalls i minerals), per a transformar-les en altres substàncies de naturalesa diferent. Actualment a l'economia central del món modern es produeixen uns 70.000 productes diferents.

## Característiques de la indústria química
L'abast de la indústria química es basa més en la tradició que per la lògica. Així, la indústria del petroli no es considera indústria química, perquè en els seus inicis al segle xx, el petroli cru només era sotmès a una destil·lació simple (separació física). No obstant això, els processos industrials moderns impliquen reaccions químiques, i alguns dels productes són composts químics que no semblen relacionats amb el petroli. La petroquímica engloba aquestes operacions químiques, però, ja que sovint es realitzen a la mateixa planta que la destil·lació primària, la distinció entre la indústria petroliera i la indústria química és difícil de mantenir.

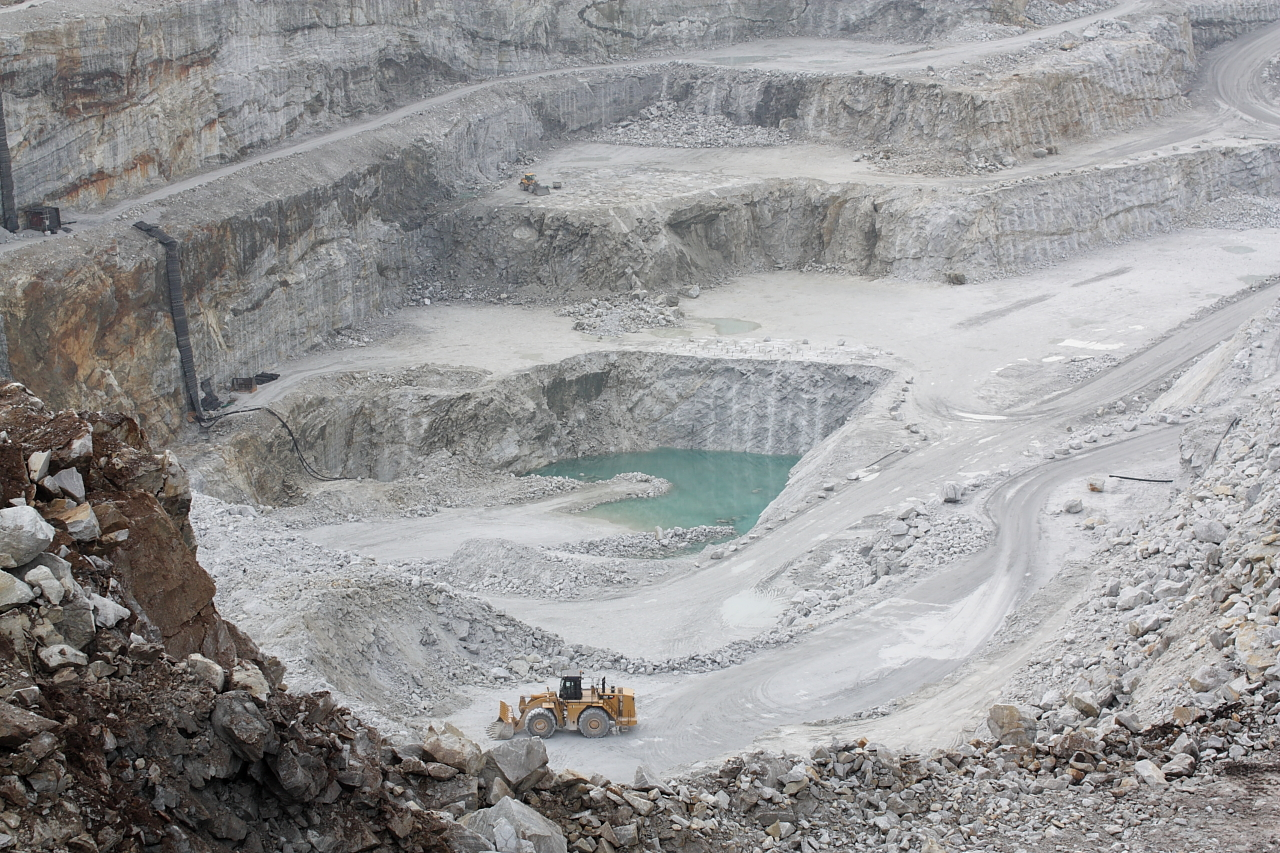
Pedrera de pedra calcària a Noruega.

Els metalls, en cert sentit, són productes químics perquè es produeixen mitjançant mètodes químics, i els minerals a vegades requereixen mètodes químics abans de la refinació o refinatge, que també n'empra. Aquests metalls com l'acer, el plom, el coure i el zinc es produeixen en una forma prou pura i més tard es fabriquen en formes útils. No obstant això, la indústria de l'acer, per exemple, no es considera part de la indústria química. En la metal·lúrgia moderna, metalls com el titani, el tàntal i el tungstè produïts mitjançant processos que impliquen una gran habilitat química encara es classifiquen com a metalls primaris.

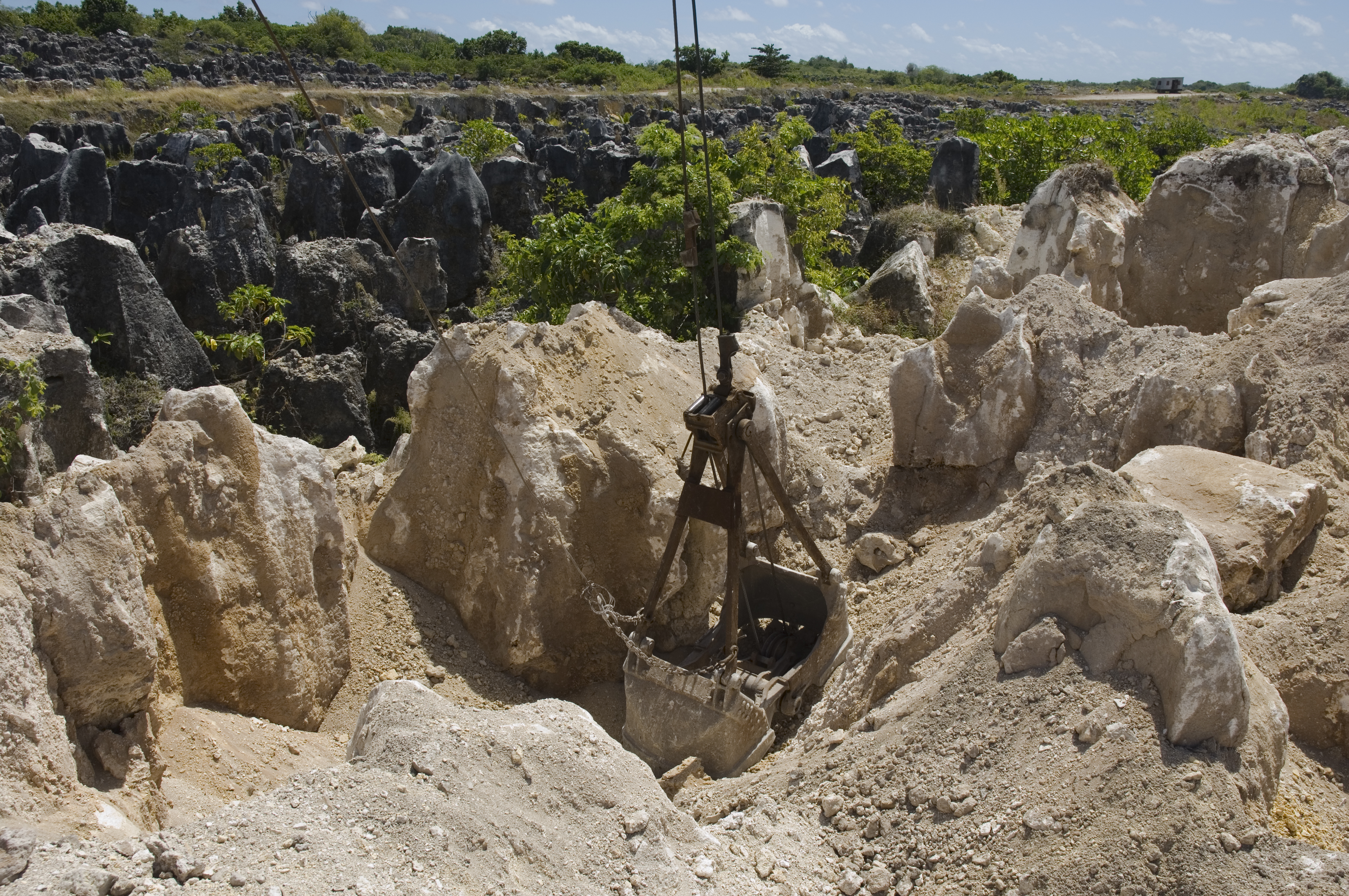
Extracció de roca fosfatada a Nauru.

Així doncs, els límits de la indústria química són confusos. Les seves principals matèries primeres són els combustibles fòssils (carbó, gas natural i petroli), l'aire, l'aigua, la sal comuna, la pedra calcària, el sofre o un equivalent, la roca fosfatada i el mineral fluorita. La indústria química converteix aquestes matèries primeres en productes primaris, secundaris i terciaris, una distinció basada en la distància del producte al consumidor, essent el primari el més remot. Sovint, els productes només són productes finals pel que fa a la mateixa indústria química; una característica de la indústria química és que els seus productes gairebé sempre requereixen un processament addicional abans d'arribar al consumidor final.
Hi ha moltes rutes per arribar al mateix producte i molts usos per al mateix producte. El principal ús de l'etilenglicol, per exemple, és com anticongelant d'automòbils, però també s'utilitza com a fluid de frens hidràulics. El processament addicional porta a molts derivats que s'utilitzen com a additius a les indústries tèxtil, farmacèutica i cosmètica; com emulsionants en l'aplicació d'insecticides i fungicides; i com desemulsionants per a petroli. Els productes químics fonamentals, com el clor o l'àcid sulfúric, es fan servir de tantes maneres que és difícil fer una llista completa.

## Aspectes econòmics

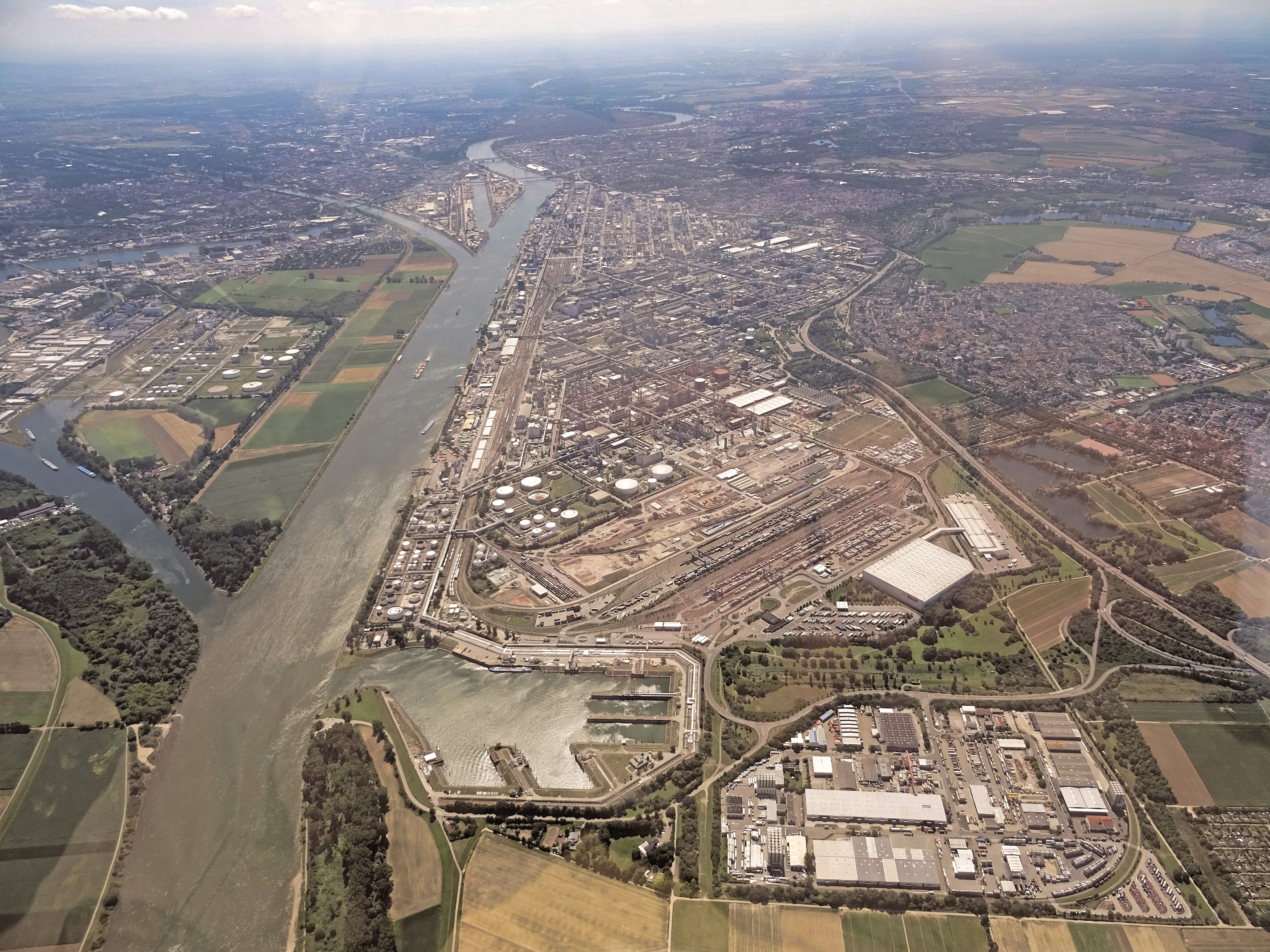
Vista aèria de la planta industrial de BASF a Ludwigshafen, Renània-Palatinat (Alemanya), el recinte integrat de química industrial més gran del món.

A causa de la competitivitat dins de la indústria química i entre els productes químics, aquesta indústria dedica grans quantitats de diners a la recerca, especialment en els països altament industrialitzats. El percentatge de les rendes dedicat a la recerca varia d'una branca a una altra; les empreses que especialitzen en productes voluminosos que s'han utilitzat àmpliament durant molts anys gasten menys, mentre que la competència en camps més nous només es pot satisfer amb esforços de recerca intensius. Els principals exportadors de productes químics el 2021 foren Alemanya (10,9 %), els Estats Units (9,88 %), la Xina (9,85 %), Suissa (5,89 %), Irlanda (5,76 %) i Bèlgica (5,27 %).
La inversió en la indústria química com a percentatge de la inversió total en un país determinat pot variar del 5 al 15 % per als països menys desenvolupats; per als països industrials, la mitjana és d'aproximadament el 6 al 8 %. Per a alguns països en desenvolupament, aquest percentatge pot fluctuar àmpliament; per exemple, la instal·lació d'una fàbrica de fertilitzants important podria canviar significativament el percentatge en un país concret.

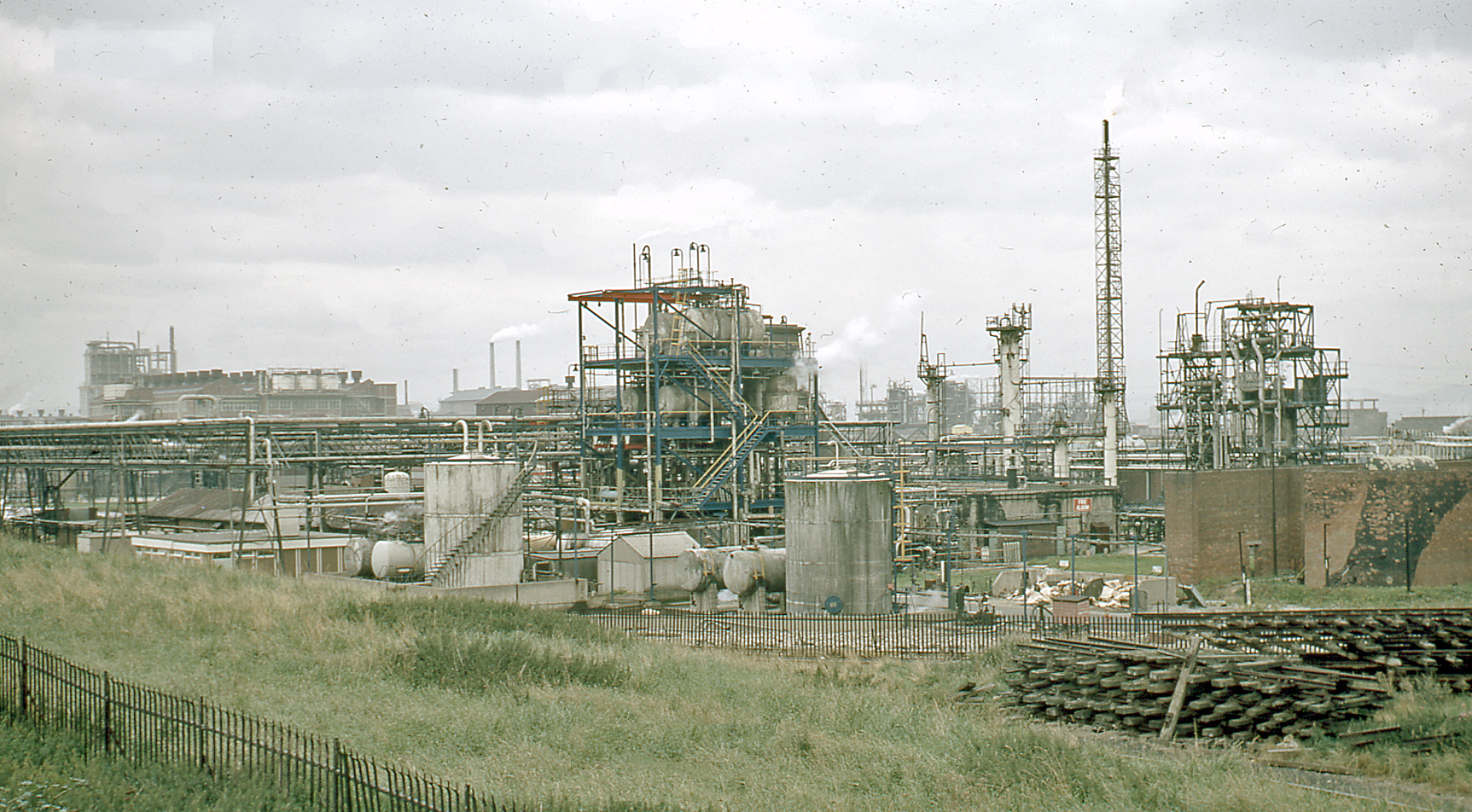
Planta química de l'empresa ICI a Billingham el 1970.

A principis del segle xx, hi havia una distinció marcada entre les economies que es basaven en el carbó com a combustible fòssil i les que es basaven en el petroli. El carbó era gairebé la única font d'hidrocarburs aromàtics. Però aquesta situació ha anat canviant perquè ara també es poden obtenir del petroli i perquè el transport modern fa possible enviaments a gran escala per mar no només de petroli, cru o en diverses etapes de refinament, sinó també de gas natural, refrigerat i condensat a líquid.
Les estadístiques de la indústria química en conjunt poden ser enganyoses a causa de la pràctica de reunir productes com l'àcid sulfúric econòmic i els colorants o fibres cars; algunes compilacions inclouen cosmètics i articles de tocador, el valor dels quals pot ser artificialment alt. Les estadístiques de la indústria química de diferents països poden tenir bases de càlcul diferents; de fet, la base pot canviar de vegades al mateix país. Una font addicional de confusió és que, en alguns casos, la producció no se cita en tones del producte mateix, sinó en tones del contingut del component important.

## Carbonat de sodi i hidròxid de sodi

### El procés Leblanc

Esquema de reacció del procés de Leblanc (verd = reactius, negre = productes intermedis, vermell = productes finals).

El 1775, a França l'Académie des Sciences oferí un premi per a un mètode pràctic per convertir la sal comuna, clorur de sodi NaCl, en carbonat de sodi Na2CO3, un producte necessari en grans quantitats per a la fabricació tant de sabó com de vidre. Durant anys no es presentà cap projecte i s'hagué d'incrementar el valor del premi. Finalment l'any 1789 Nicolas Leblanc (1742-1806), un cirurgià afeccionat a la química, dissenyà un procés per a tal fi i guanyà el premi aconseguint una patent per a la seva fabricació l'any 1791. El seu patró, Lluís Felip II, Duc d'Orleans, construí el mateix any una una fàbrica a Saint-Denis (Sena Saint-Denis) per a produir carbonat de sodi, però el treball s'interrompé amb la Revolució Francesa. El procés no es posà finalment en operació industrial fins al 1823 a Anglaterra, després del qual continuà utilitzant-se per preparar carbonat de sodi durant gairebé 100 anys.
El primer pas en el procés Leblanc era tractar el clorur de sodi amb àcid sulfúric H2SO4. Aquest tractament produïa sulfat de sodi Na2SO4 i clorur d'hidrogen HCl.
{\displaystyle \mathrm {2~NaCl+H_{2}SO_{4}\rightarrow Na_{2}SO_{4}+2~HCl} }
El sulfat de sodi s'escalfava després amb pedra calcària CaCO3 i carbó per produir cendra negra, que contenia el carbonat de sodi desitjat, barrejat amb sulfur de calci CaS, segons la reacció.
{\displaystyle \mathrm {Na_{2}SO_{4}+CaCO_{3}+2~C\rightarrow Na_{2}CO_{3}+CaS+2~CO_{2}} }
Aviat es s'observà que quan el clorur d'hidrogen HCl s'escapava a l'atmosfera, causava danys importants a la vegetació en una àrea àmplia. Per eliminar el problema de la contaminació, es desenvoluparen mètodes per convertir el clorur d'hidrogen dissolt en clor Cl2. El clor, absorbit en calç (òxid de calci CaO), s'utilitzà per produir clorat de calci Ca(ClO3)2, que tenia una demanda creixent.
Com que el sulfur de calci CaS contingut a la cendra negra tenia un olor molt desagradable, es desenvoluparen mètodes per eliminar-lo recuperant el sofre, proporcionant així almenys part de la matèria primera necessària per a l'àcid sulfúric requerit en la primera part del procés. Així, el procés Leblanc demostrà, al començament, la capacitat típica de la indústria química per desenvolupar nous processos i nous productes, i sovint això es feia convertint una despesa en un actiu.

### El procés Solvay

Reaccions químiques en el procés de Solvay (verd = reactiu, negre = intermedi de reacció, vermell = producte).

El procés Leblanc fou finalment substituït pel procés d'amoni-soda (anomenat procés Solvay), que s'emprà amb èxit per primera vegada a Bèlgica a la dècada de 1860. Fou descobert pel químic francès Jean Jacques Théophile Schloesing (1824-1919), que no pogué donar-li una aplicació industrial, i després fou optimitzat per l'industrial i filantrop belga Ernest Solvay (1838-1922), de qui pren el nom.
En aquest procés, el clorur de sodi com a salmorra es tracta amb amoníac NH3 i diòxid de carboni CO2 per donar hidrogencarbonat de sodi NaHCO3 i clorur d'amoni NH4Cl.
{\displaystyle {\ce {NaCl + NH3 + CO2 + H2O -> NaHCO3 + NH4Cl}}}
El carbonat de sodi desitjat s'obté fàcilment a partir de l'hidrogencarbonat en escalfar-lo.
{\displaystyle {\ce {2 NaHCO3 -> Na2CO3 + H2O + CO2}}}
Per altra banda, el clorur d'amoni es tracta amb hidròxid de calci (calç apagada) Ca(OH)2 i dona clorur de calci CaCl2 i amoníac.
{\displaystyle {\ce {2 NH4Cl + Ca(OH)2 -> 2 NH3 + 2 H2O + CaCl2}}}
Així, el clor que estava en el clorur de sodi original apareix com a clorur de calci, que es descarta en gran part (entre els pocs usos per a aquest compost es troba fondre neu i gel de carreteres i voreres). L'amoníac regenerat d'aquesta manera es torna a injectar a la primera part del procés. La recuperació eficient de gairebé tot l'amoníac és essencial per a l'operació econòmica del procés, la pèrdua d'amoníac en una operació ben dirigida no és més del 0,1 % del pes del producte.

## Fòsfor i fosfats

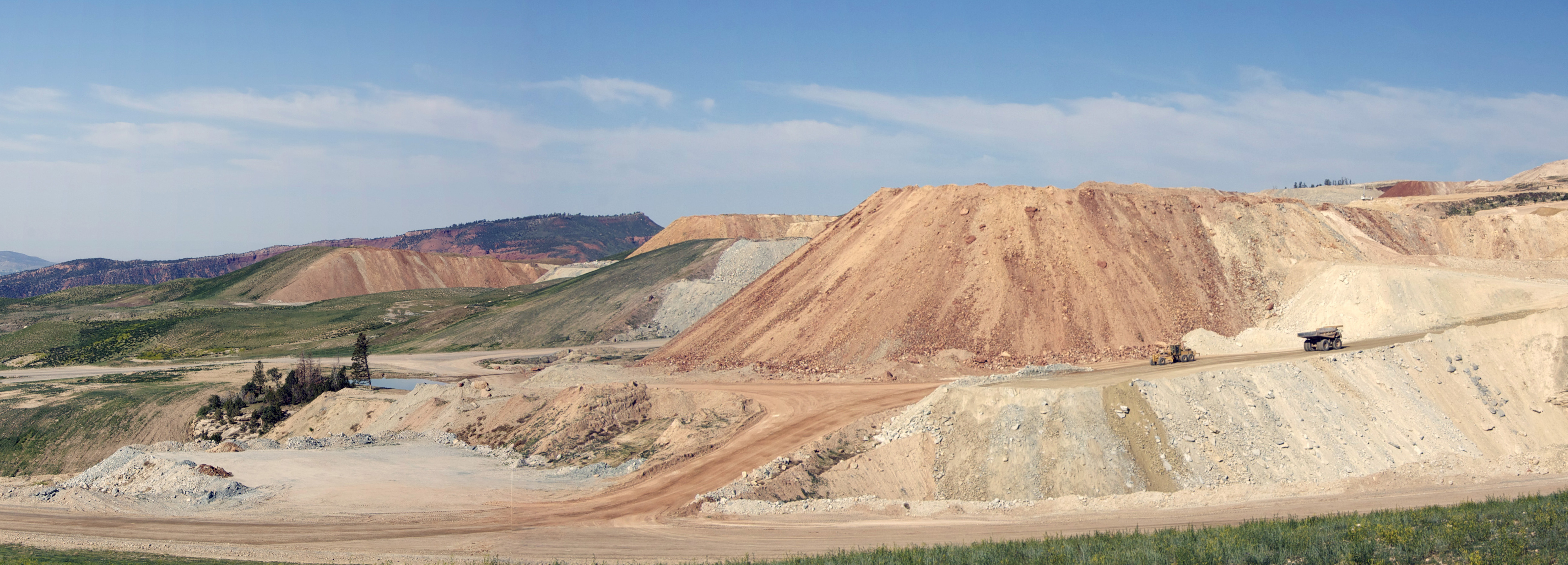
Mina de fosfat prop de Flaming Gorge, Utah, 2008.

Evolució del consum de fertilitzants de fosfats per continents (1961-2914).

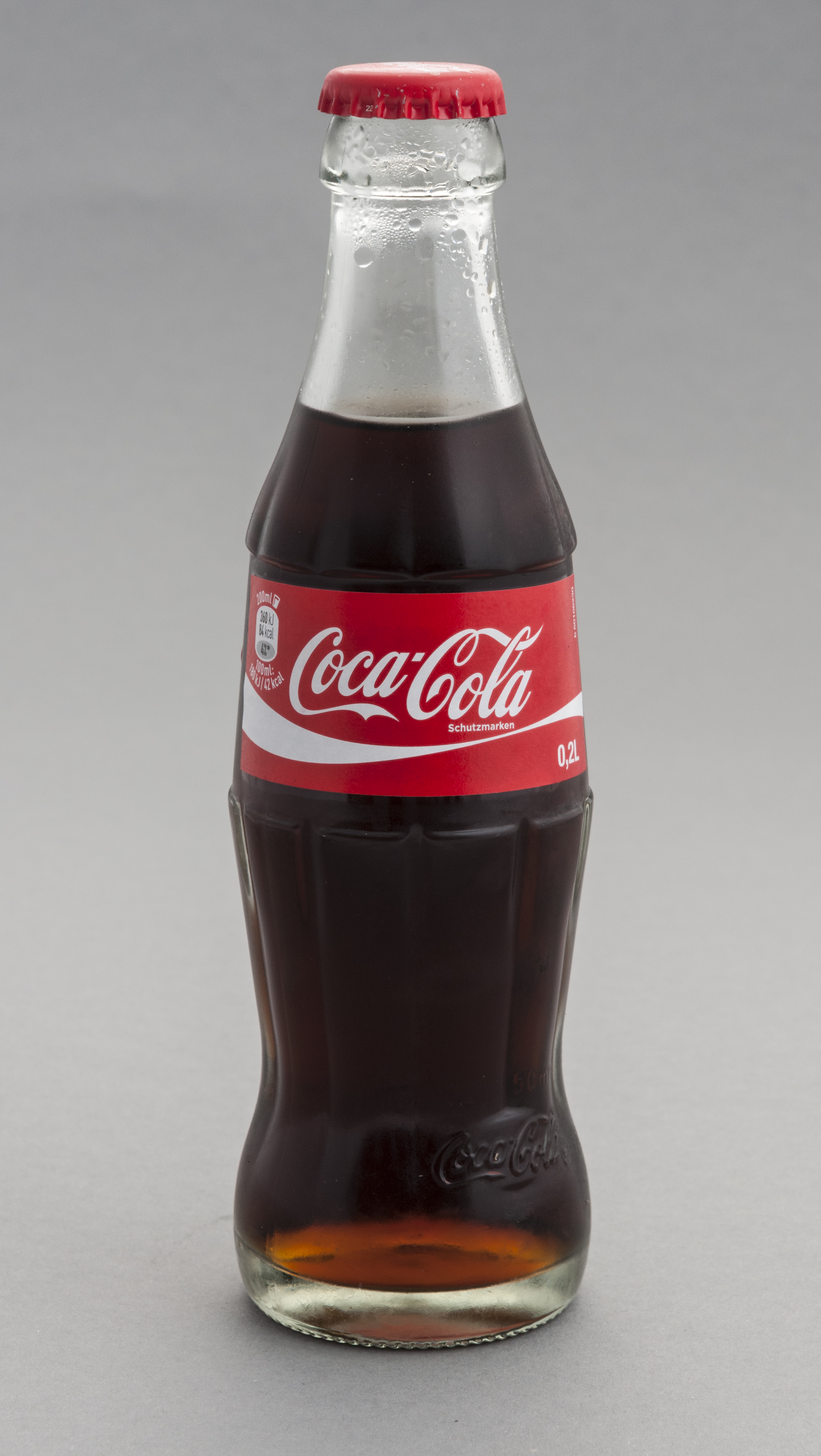
La coca-cola conté com acidificant àcid fosfòric H_{3}PO_{4}.

## Hidrogen

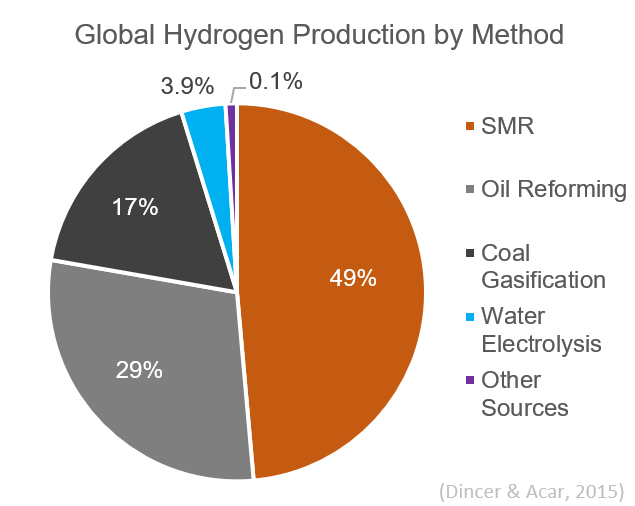

### Gas de síntesi

Usos del metanol.

## Amoníac

Procés de Haber-Bosch.

### Urea

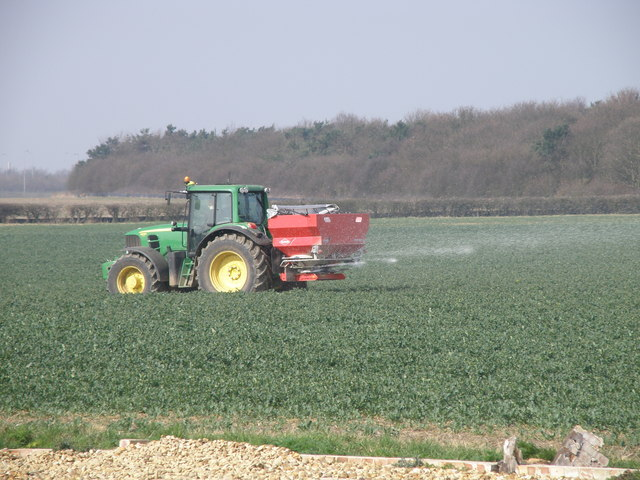
Tractor adobant un camp de cultiu amb una dissolució d'urea.

## Àcid nítric

Procés Ostwald.

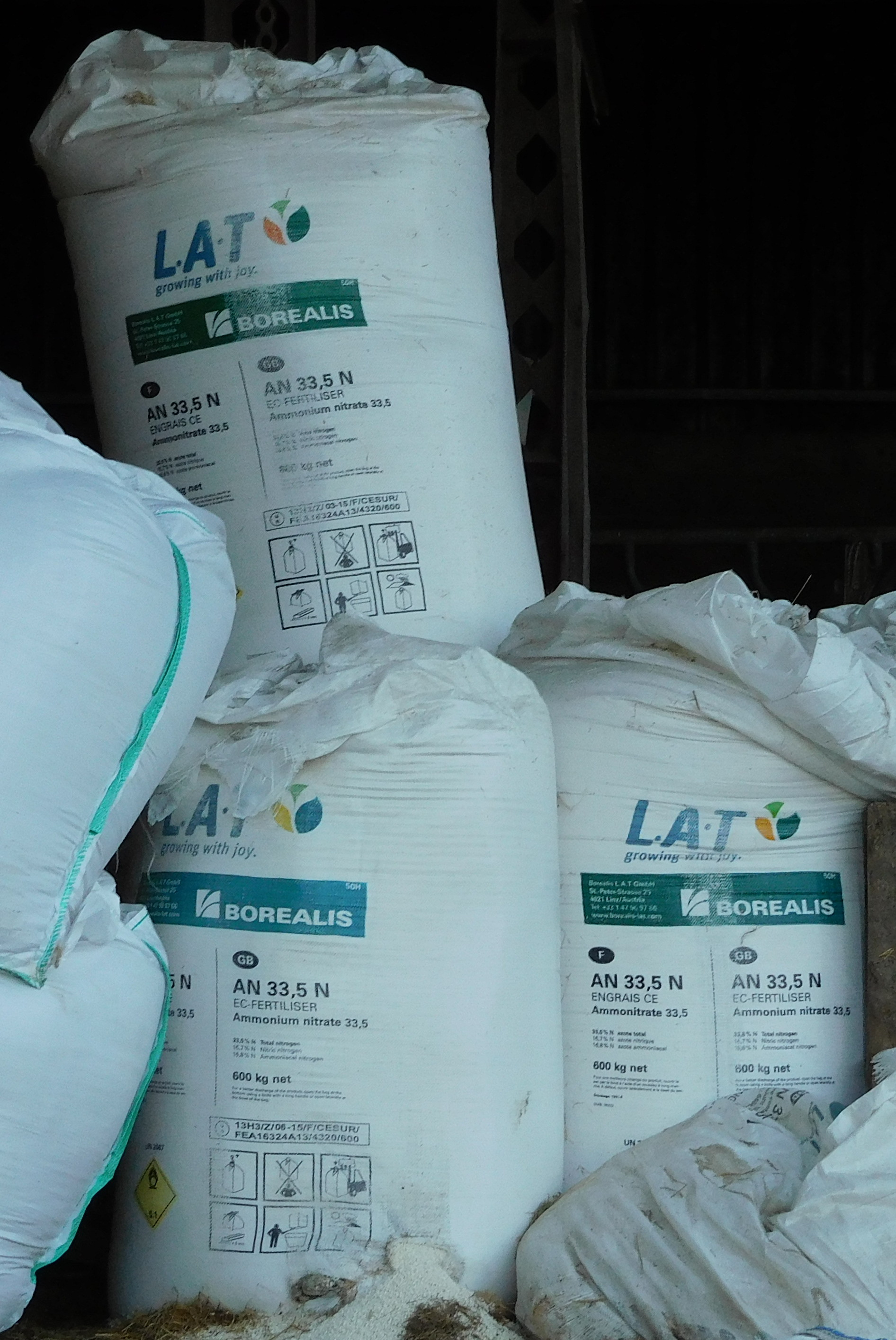
Saques amb nitrat d'amoni.

### Composts orgànics

Síntesi de l'anilina.

#### Preparació comercial

Esquema del procés del clor-àlcali per electròlisi de membrana.

#### Refinament d'alumini

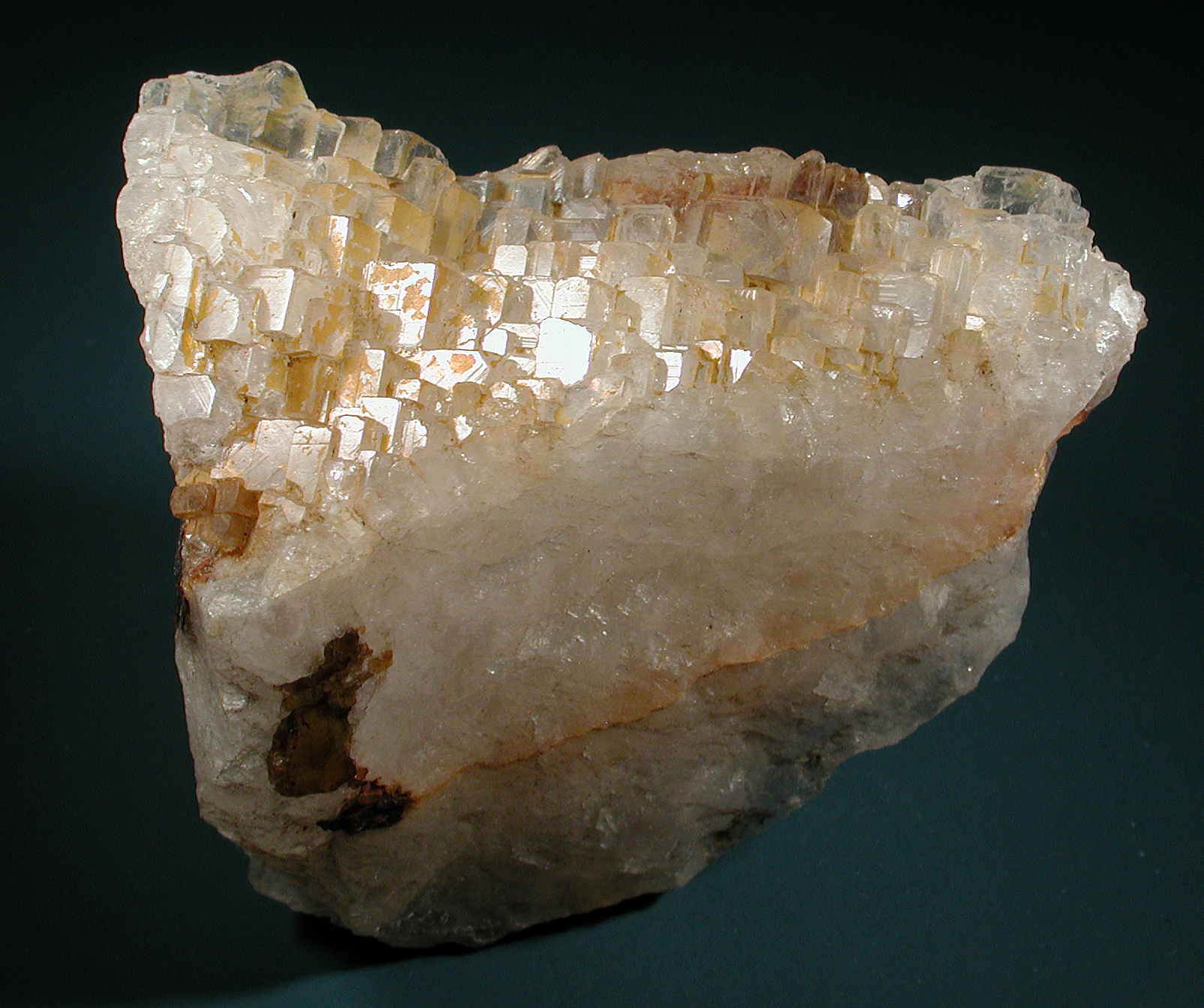
Criolita.

#### Refrigerants

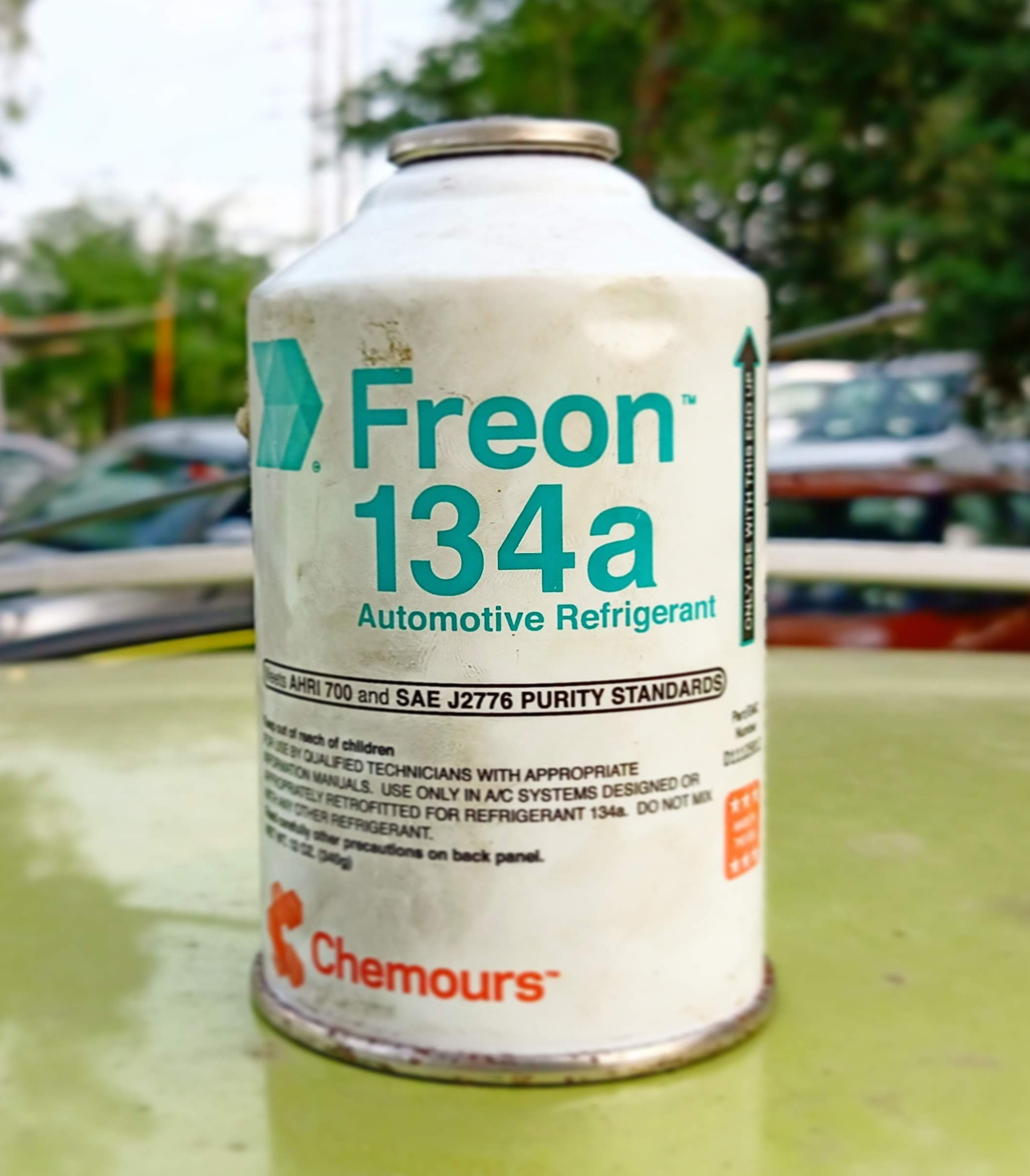
Recipient de freó 134a (1,1,1,2-tetrafluoroetà), emprat en els circuits de refrigeració dels cotxes.

### Brom

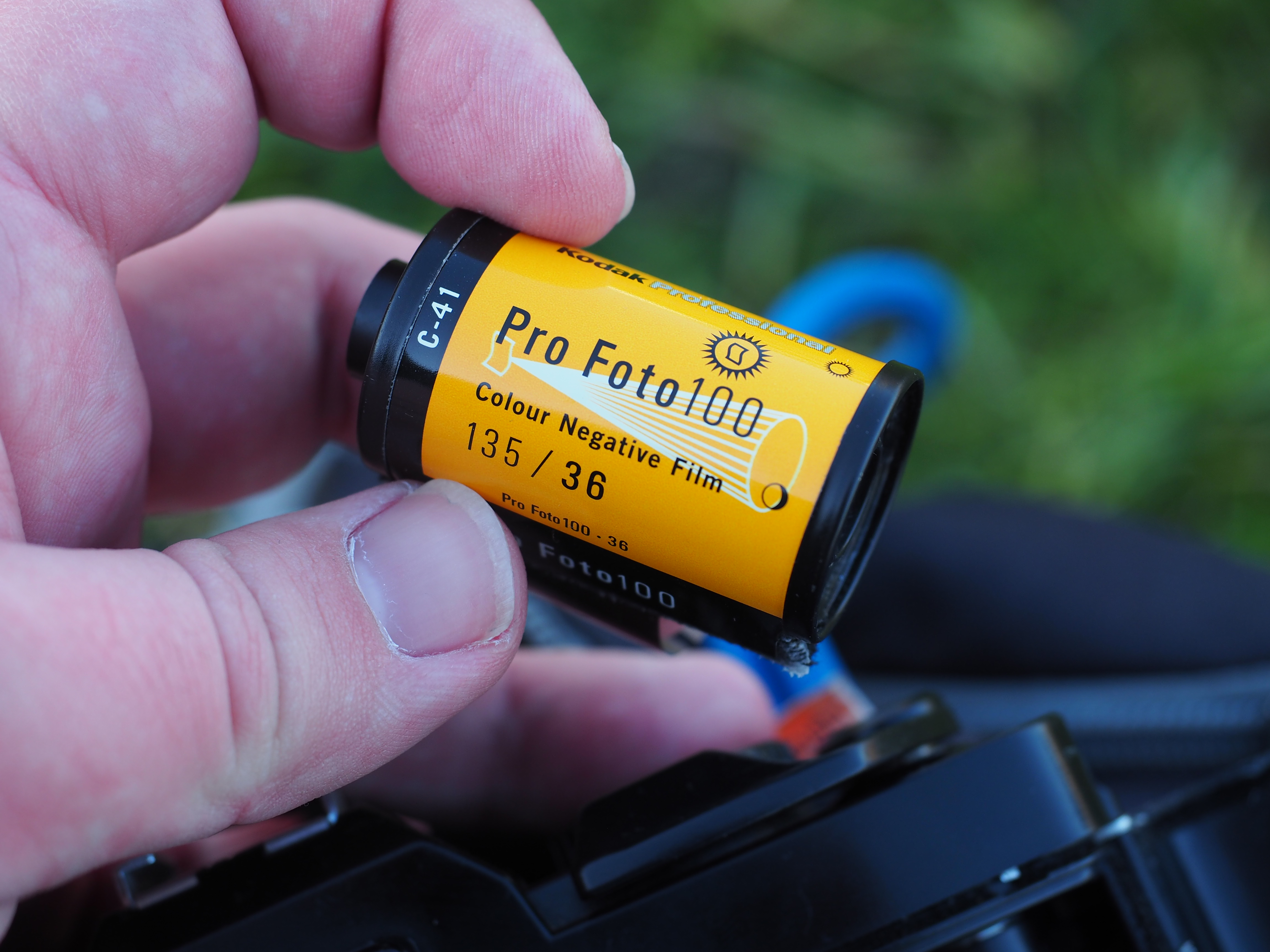
Carret de pel·lícula fotogràfica.

### Iode

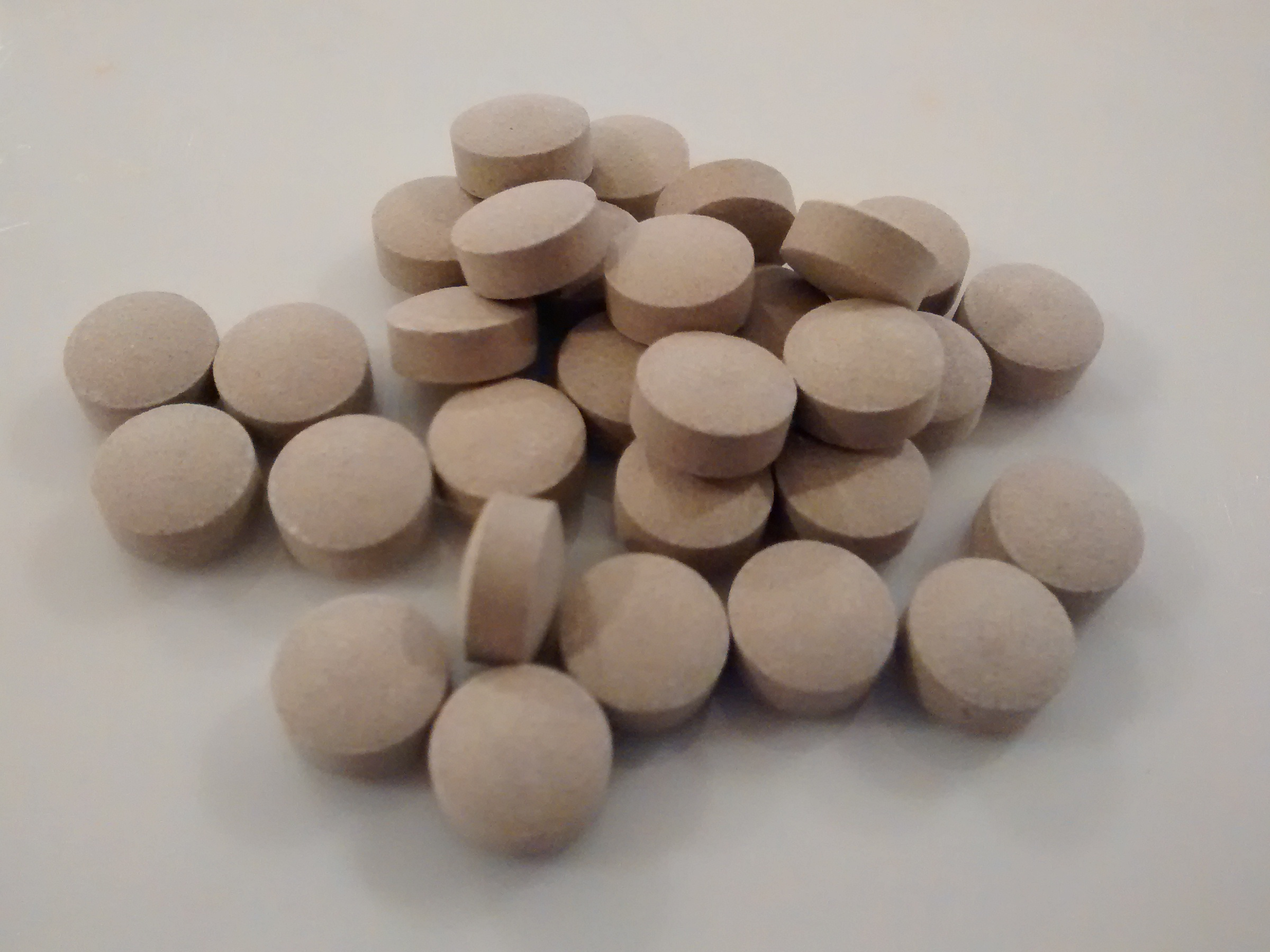
Pastilles de suplement de iode.

### Procés electrolític

Procés cloralcali de membrana. A l'ànode (A), el clorur (Cl^{–}) s'oxida a clor. La membrana selectiva d'ions (B) permet que el contraió Na^{+} flueixi lliurement, però evita que els anions com l'hidròxid (OH^{–}) i el clorur es difonguin. Al càtode (C), l'aigua es redueix a hidròxid i hidrogen gasós. El procés net és l'electròlisi d'una solució aquosa de NaCl en productes industrialment útils d'hidròxid de sodi NaOH i clor gasós.

Més endavant al segle XIX, el desenvolupament de la generació d'energia elèctrica posà en marxa la indústria electroquímica. Aquesta branca no clarament identificable de la indústria química inclou diverses aplicacions en les quals l'electròlisi, la descomposició d'un compost en solució en els seus elements mitjançant un corrent elèctric, s'utilitza per provocar un canvi químic.
L'electròlisi del clorur de sodi pot conduir a clor i, ja sigui hidròxid de sodi NaOH (si el NaCl estava en solució, procés cloroalcali) o sodi metàl·lic (si el NaCl estava fus). L'hidròxid de sodi, un àlcali com el carbonat de sodi, en alguns casos competeix amb aquest per a les mateixes aplicacions, i en qualsevol cas ambdós es poden convertir mitjançant processos bastant simples. Els processos electrolítics produeixen clor, que té gairebé usos innombrables en la indústria química, incloent la fabricació del plàstic policlorur de vinil, el material plàstic produït en major volum. Per aquest motiu, el procés d'amoni-soda, havent desplaçat el procés Leblanc, s'ha vist desplaçat, amb les antigues plantes d'amoni-soda continuant operant de manera molt eficient però no construint-se noves plantes d'amoni-soda.

## Àcid sulfúric i disulfur de carboni

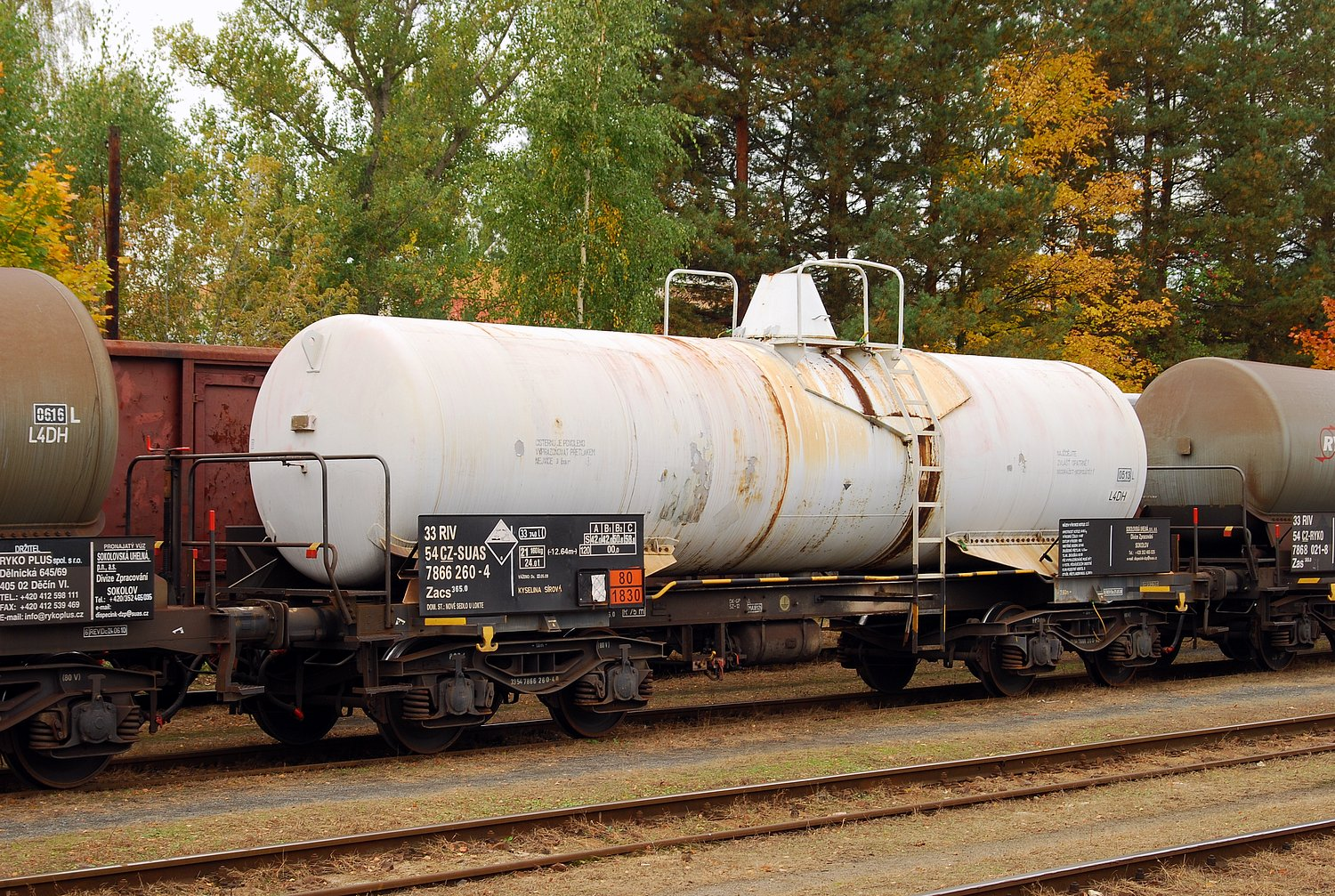
Transport d'àcid sulfúric per ferrocarril.

El disulfur de carboni CS2 s'obté per la reacció de carboni i sofre. El carboni prové del gas natural, i el sofre pot subministrar-se en forma elemental, com sulfur d'hidrogen H2S o com diòxid de sofre SO2. Els usos principals del disulfur de carboni són per a la fabricació de raió i per a la pel·lícula de cel·lulosa regenerada. Aquests dos productes es fabriquen en una quantitat tan gran que el disulfur de carboni és un producte químic pesant, en qualsevol estàndard.
L'àcid sulfúric H2SO4 és de llarg el producte únic més important de la indústria química. De la gran producció mundial d'àcid sulfúric, gairebé la meitat s'utilitza per a la fabricació de superfosfat i fertilitzants relacionats. Altres usos de l'àcid són molt diversos, en destaquen els de la fabricació de gasolina d'alt octanatge, de diòxid de titani (un pigment blanc, també un farciment per a alguns plàstics i per al paper), explosius, raió, el processament d'urani i la decapació d'acer.

### Procés de les cambres de plom
Quan es crema sofre a l'aire, es forma diòxid de sofre SO2, i si aquest es combina amb oxigen s'obté el triòxid de sofre SO3, que es pot fer reaccionar amb aigua per donar àcid sulfúric. La primera tècnica que es desenvolupà per obtenir el triòxid de sofre és el procés de les cambres de plom, que s'hagué de dissenyar per a subministrar la gran quantitat d'àcid sulfúric requerit pel procés Leblanc (la contribució més important a llarg termini d'aquest últim). En aquesta tècnica, la reacció entre diòxid de sofre i oxigen té lloc en presència d'aigua i d'òxids de nitrogen. Com que la reacció és bastant lenta, s'ha de proporcionar prou temps de residència perquè els gasos reaccionin, i s'ha de realitzar en recipients de plom perquè aquesta barreja gasosa és altament corrosiva.

### Procés de contacte
El plom és un material incòmode d'utilitzar i, a més, el procés de les cambres de plom no pot proporcionar àcid més concentrat que un 78 % sense un tractament especial. Per tant, aquest procés fou substituït pel procés de contacte. Aquest mètode es posà en pràctica el 1901, malgrat havia estat patentat a Anglaterra el 1831 per l'industrial Peregine Phillips, i ha esdevingut el mètode més emprat en l'actualitat. Consta de quatre fases:

Esquema del mètode de contacte partint de pirita.

1a fase: Comença cremant sofre, o torrant sulfurs, per a produir diòxid de sofre {\displaystyle {\ce {SO2}}}.
{\displaystyle {\ce {S(s) + O2(g) -> SO2(g)}}}
2a fase: El diòxid de sofre es neteja d'impureses, que enverinen el catalitzador, fent passar-lo per separadors de pols, mecànics o electroestàtics, i es ruixa amb aigua i després amb àcid sulfúric concentrat.
3a fase: A continuació el diòxid de sofre és oxidat a triòxid de sofre {\displaystyle {\ce {SO3}}} usant aire en presència de mescles d'òxid de ferro(III) amb un poc de d'òxid de coure(II) o mescles amb òxid de vanadi(V) {\displaystyle {\ce {V2O5}}}, que fan de catalitzadors.
{\displaystyle {\ce {2SO2(g) + O2(g) <=> 2SO3(g)}}}
4a fase: El triòxid de sofre s'absorbeix en 97–98% {\displaystyle {\ce {H2SO4}}} per formar òleum ({\displaystyle {\ce {H2S2O7}}}), també conegut com a àcid sulfúric fumant. L'òleum es dilueix amb aigua per a formar àcid sulfúric concentrat.
{\displaystyle {\ce {H2SO4(l) + SO3(g) -> H2S2O7(l)}}}{\displaystyle {\ce {H2S2O7(l) + H2O(l) -> 2H2SO4(l)}}}
S'ha de dir que no és pràctic dissoldre directament el {\displaystyle {\ce {SO3}}} en aigua pel fet de presentar una reacció altament exotèrmica i perquè, en lloc d'un líquid, forma un aerosol corrosiu molt difícil de separar.

### Fonts de sofre

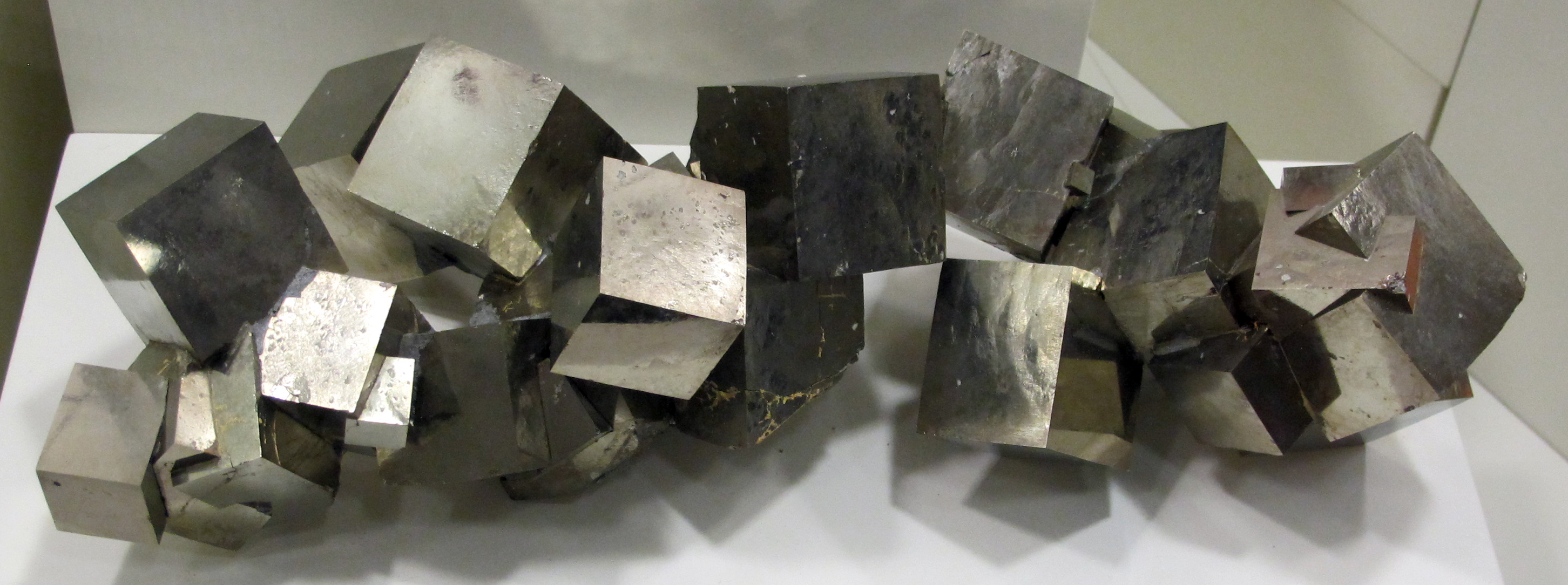
Cristalls de pirita FeS_{2} de Logronyo.

## Potassi

Evolució del consum de fertilitzants de potassi per continents (1961-2014).